# 柏林村
柏林村，在中國重庆市九龙坡区石桥铺，沿石新路距石桥铺中心约两千米。包括柏林一村、二村、三村。人口3000余。1958年－1960年在此建国营巴山仪器厂，名新建一村、二村、三村。1981年以地处石桥乡高庙村柏林生产队境内更今名。地势平坦。聚落呈块状，多砖木、砖混结构楼房。